# Relat dels anys passats
El Relat dels anys passats (en antic eslau eclesiàstic: Повѣсть времяньныхъ лѣтъ, transliterat Pověstĭ vremęnĭnyhŭ lětŭ; belarús: Апо́весць міну́лых часо́ў, en alfabet łacinka belarús Apovieść minulych časoŭ; rus: По́весть временны́х лет, transcrit Póvest vremennikh let; ucraïnès: По́вість мину́лих літ, transcrit Póvist minúlikh lit) o Crònica Primària és una crònica i història del primer estat eslau oriental, la Rus de Kíev, entre els anys 850 i 1110, aproximadament, i originalment escrita a Kíev cap al 1113. Està escrita en antic eslau eclesiàstic, l'idioma que s'emprava per fer escrits, i no en l'idioma col·loquial del moment, l'antic eslau oriental.

## Tres edicions
Durant molt de temps, la redacció original es va atribuir a un monjo anomenat Nèstor, i d'aquí que se l'anomenés La Crònica de Nèstor o El Manuscrit de Nèstor. Entre les moltes fonts que hauria utilitzat estarien les primeres (avui perdudes) cròniques eslaves, els annals romans d'Orient de Joan Malales i de Jordi el Monjo, llegendes populars i sagues nòrdiques, nombrosos textos religiosos grecs, tractats romans d'Orient i eslaus, fonts orals d'Ian Vixàtitx i altres caps militars. Nèstor va treballar en la cort de Sviatopolk II de Kíev i probablement va compartir la seva política proescandinava.

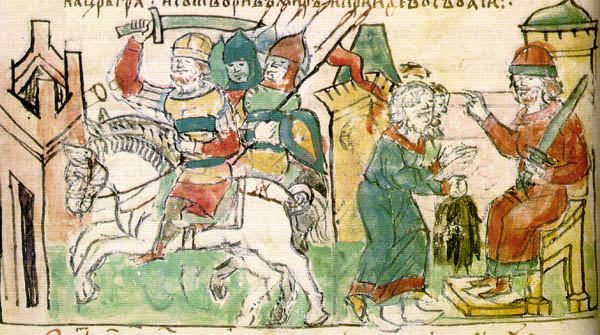
Ígor de Kíev recapta els tributs dels drevlians. Imatge del Còdex de Radziwiłł.

La primera part és rica en històries anecdòtiques, entre les quals hi ha l'arribada de tres germans varegs, la fundació de Kíev, l'assassinat d'Askold i Dir, la mort d'Oleg (a qui va matar una serp amagada en l'esquelet del seu cavall) i la venjança d'Olga de Kíev, esposa d'Ígor de Kíev, sobre els drevlians, els quals havien assassinat el seu marit. La història de la tasca dels sants Ciril i Metodi entre els eslaus és també molt interessant. A Nèstor se li deu la narració sobre l'expeditiva forma en què el príncep Vladímir I de Kíev va abolir el culte a Perun i als altres déus de Kíev en dur a terme la cristianització de la Rus de Kíev.
L'any 1116, l'hegumen Silvestre, del monestir de Sant Miquel de Vídubitxi, va realitzar nombroses còpies del text de Nèstor, afegint-hi el seu propi nom al final. Atès que el príncep Vladímir II Monòmac era el patró del llogaret de Vídubitxi, on estava situat el monestir, la nova edició va glorificar el príncep i va fer d'ell la figura central de la narrativa posterior. Aquesta segona versió de l'obra nestoriana es va preservar en el Còdex Lauretià (vegeu més avall).
Dos anys més tard va aparèixer una tercera edició, que se centra en la persona de Mstislav I de Kíev, fill i hereu de Vladímir II Monòmac. L'autor d'aquesta revisió podria haver estat grec, ja que va corregir i va actualitzar moltes de les dades sobre els assumptes romans d'Orient. Aquesta última versió es va conservar en el Còdex d'Ipàtiev (vegeu més avall).

## Tres manuscrits
L'original s'ha perdut, i les còpies més antigues que es coneixen són les del Còdex de Radziwiłł, el Còdex Laurentià i el Còdex d'Ipàtiev. El contingut original és per tant difícil d'establir paraula per paraula.
El  Còdex Lauretià va ser copiat pel monjo de Nóvgorod Lavrenti (Llorenç) per al príncep Dmitri Konstantínovitx a 1377. El text original utilitzat fou un còdex, avui perdut, compilat per al Gran Duc Mikhaïl Iaroslàvitx de Tver en 1305, any en què acaba la crònica, tot i que els anys 898-922, 1263-1283 i 1288-1294 estan omesos per alguna raó. El manuscrit va ser adquirit pel famós comte Mussin-Puixkin el 1792, i més tard fou donat a la Biblioteca Nacional de Rússia a Sant Petersburg.
El Còdex d'Ipátiev va ser descobert al Monestir d'Ipàtiev a Kostromà pel gran historiador rus Nikolai Karamzín. Data del segle xv però incorpora una informació d'incalculable valor històric sobre la Rus de Kíev del segle xii i les Cròniques Galitsianes (de la ciutat de Hàlitx, a la regió de Galítsia). La llengua en la qual estava escrita és l'eslau antic amb influència de l'eslau oriental.
La Crònica de Néstor és potser un dels textos històrics que més s'ha estudiat al llarg de la història. S'han publicat nombroses monografies i versions, la primera de les quals data del 1767. Aleksei Xàkhmatov va publicar una anàlisi textual pionera d'aquest document el 1908. Dmitri Likhatxov i altres investigadors soviètics van revisar en part els seus descobriments. Les seves versions van intentar reconstruir la crònica pre-nestoriana, compilada en la cort de Iaroslau I el Savi a mitjan segle xi.

## Avaluació
A diferència d'altres cròniques medievals escrites per monjos europeus, la Crònica de Nèstor és única en el seu camp, en no haver-hi altres testimonis escrits de la història antiga dels pobles eslaus orientals. La seva llarga narració sobre la història de la Rus de Kíev no té parangó, tot i que s'han datat correccions provinents de la Primera Crònica de Nóvgorod. De la mateixa manera, és valuosa com a primer exemple de la literatura dels antics eslaus orientals escrita en antic eslau oriental.